# Station Heerlen de Kissel

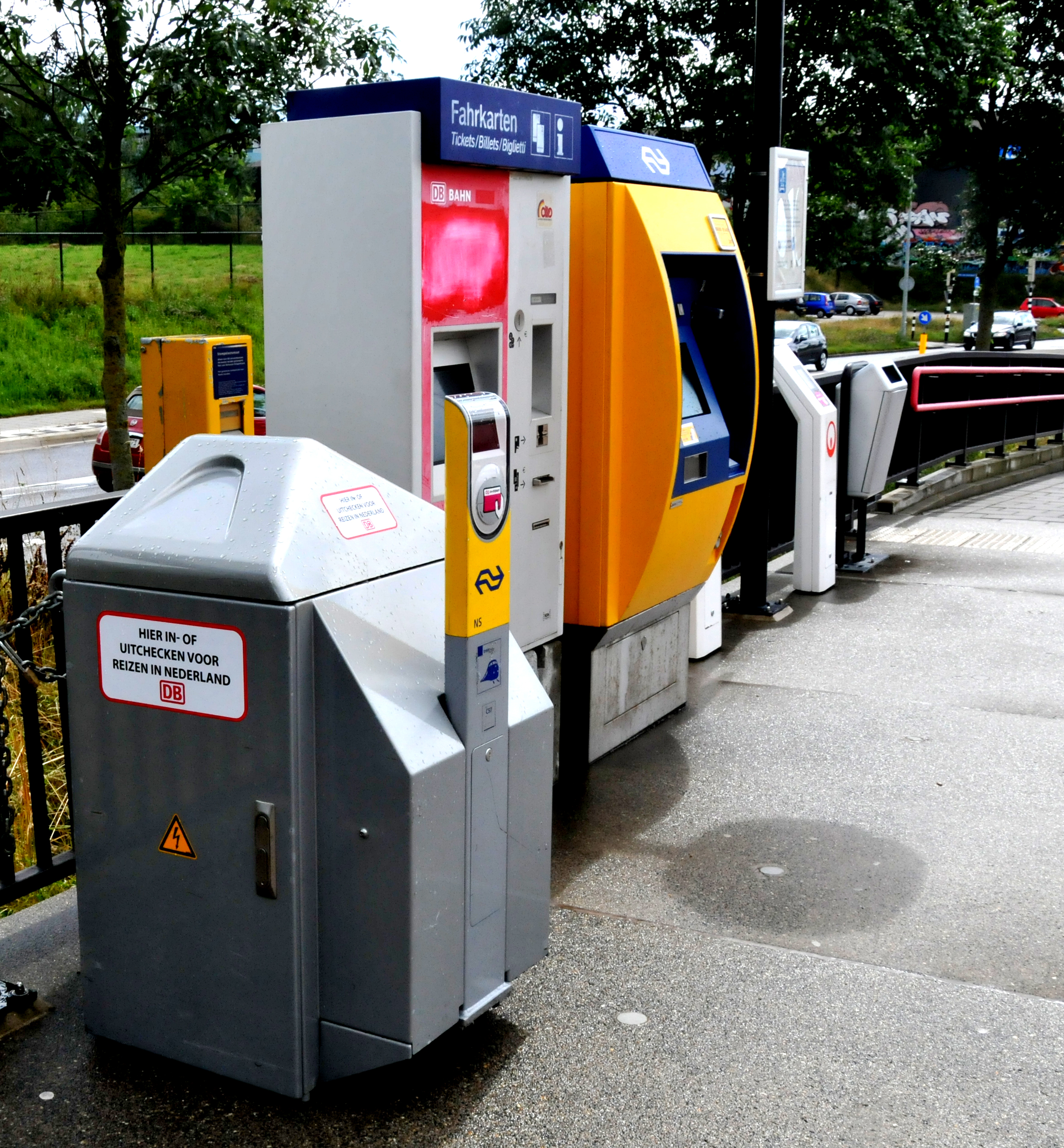
Diverse kaartautomaten en kaartlezers.

Station Heerlen de Kissel was een spoorweghalte aan de Heuvellandlijn in het Limburgse Heerlen.

## Geschiedenis
Het station werd bij het begin van de dienstregeling van 2008, op 9 december 2007, in gebruik genomen. Het station is gebouwd ter bediening van het oosten van Heerlen.
Bij de opening van het station stopten alle treinen op het station, met ingang van december 2015 werd de halte van de DB-treinen richting Herzogenrath/Aken geschrapt.

## Voor- en natransport
Van 11 december 2016 tot en met 12 december 2020 stopten er geen bussen meer op station Heerlen de Kissel. Bij de herstructurering van de stadsdienst Parkstad op 13 december 2020 keerde deze halte terug onder de benaming De Kissel.

## Sluiting
Met ingang van de dienstregeling 2019, op 9 december 2018, werd de halte gesloten. Vervoerder Arriva noemde inpassingsproblemen, als gevolg van de invoering van de rechtstreekse verbinding Maastricht-Aken en de aansluiting van de stoptrein Kerkrade-Sittard op de intercity naar de Randstad als oorzaak. Waar de provincie Limburg direct voornemens was de sluiting van het station een definitief karakter te geven, wilde de gemeente Heerlen dat het station vanaf de dienstregeling 2021 weer bediend zou worden. Met de spoorverdubbeling tussen Heerlen en Landgraaf in mei 2022 is het station definitief  verwijderd.